# Vellèches
Vellèches és un municipi francès situat al departament de la Viena i a la regió de la Nova Aquitània. L'any 2007 tenia 371 habitants.

## Demografia

### Població
El 2007 la població de fet de Vellèches era de 371 persones. Hi havia 164 famílies de les quals 44 eren unipersonals (24 homes vivint sols i 20 dones vivint soles), 64 parelles sense fills, 52 parelles amb fills i 4 famílies monoparentals amb fills.
La població ha evolucionat segons el següent gràfic:
Habitants censats

### Habitatges
El 2007 hi havia 192 habitatges, 161 eren l'habitatge principal de la família, 13 eren segones residències i 18 estaven desocupats. 187 eren cases i 3 eren apartaments. Dels 161 habitatges principals, 131 estaven ocupats pels seus propietaris, 28 estaven llogats i ocupats pels llogaters i 2 estaven cedits a títol gratuït; 1 tenia una cambra, 10 en tenien dues, 30 en tenien tres, 47 en tenien quatre i 73 en tenien cinc o més. 137 habitatges disposaven pel capbaix d'una plaça de pàrquing. A 74 habitatges hi havia un automòbil i a 75 n'hi havia dos o més.

### Piràmide de població
La piràmide de població per edats i sexe el 2009 era:
| Homes | Edats   | Dones |
| ----- | ------- | ----- |
| 0     | 95 o +  | 0     |
| 0     | 90 a 94 | 0     |
| 0     | 85 a 89 | 4     |
| 0     | 80 a 84 | 4     |
| 16    | 75 a 79 | 12    |
| 24    | 70 a 74 | 28    |
| 8     | 65 a 69 | 4     |
| 8     | 60 a 64 | 12    |
| 4     | 55 a 59 | 8     |
| 4     | 50 a 54 | 0     |
| 20    | 45 a 49 | 20    |
| 8     | 40 a 44 | 4     |
| 16    | 35 a 39 | 8     |
| 8     | 30 a 34 | 12    |
| 16    | 25 a 29 | 8     |
| 0     | 20 a 24 | 12    |
| 16    | 15 a 19 | 12    |
| 8     | 10 a 14 | 8     |
| 8     | 5 a 9   | 4     |
| 8     | 0 a 4   | 4     |

## Economia
El 2007 la població en edat de treballar era de 227 persones, 170 eren actives i 57 eren inactives. De les 170 persones actives 151 estaven ocupades (95 homes i 56 dones) i 19 estaven aturades (3 homes i 16 dones). De les 57 persones inactives 24 estaven jubilades, 13 estaven estudiant i 20 estaven classificades com a «altres inactius».

### Ingressos
El 2009 a Vellèches hi havia 170 unitats fiscals que integraven 393 persones, la mediana anual d'ingressos fiscals per persona era de 16.050 €.

### Activitats econòmiques
Dels 16 establiments que hi havia el 2007, 1 era d'una empresa extractiva, 1 d'una empresa alimentària, 1 d'una empresa de fabricació d'altres productes industrials, 6 d'empreses de construcció, 2 d'empreses de comerç i reparació d'automòbils, 2 d'empreses d'hostatgeria i restauració, 1 d'una empresa financera, 1 d'una empresa immobiliària i 1 d'una empresa classificada com a «altres activitats de serveis».
Dels 6 establiments de servei als particulars que hi havia el 2009, 1 era un paleta, 1 fusteria, 2 electricistes i 2 restaurants.
Dels 2 establiments comercials que hi havia el 2009, 1 era una fleca i 1 una carnisseria.
L'any 2000 a Vellèches hi havia 29 explotacions agrícoles que ocupaven un total de 799 hectàrees.

## Equipaments sanitaris i escolars
El 2009 hi havia una escola elemental integrada dins d'un grup escolar amb les comunes properes formant una escola dispersa.

## Poblacions més properes
El següent diagrama mostra les poblacions més properes.